# Afromelanichneumon
Afromelanichneumon är ett släkte av steklar. Afromelanichneumon ingår i familjen brokparasitsteklar.
Kladogram enligt Catalogue of Life:
| Afromelanichneumon | \| \| Afromelanichneumon afer \| \| \| \| \| \| Afromelanichneumon capensis \| \| \| \| \| \| Afromelanichneumon capicola \| \| \| \| \| \| Afromelanichneumon castanopygus \| \| \| \| \| \| Afromelanichneumon citripes \| \| \| \| \| \| Afromelanichneumon concinnator \| \| \| \| \| \| Afromelanichneumon conspersus \| \| \| \| \| \| Afromelanichneumon gaullei \| \| \| \| \| \| Afromelanichneumon glaucopterus \| \| \| \| \| \| Afromelanichneumon holomelanus \| \| \| \| \| \| Afromelanichneumon insignis \| \| \| \| \| \| Afromelanichneumon jacoti \| \| \| \| \| \| Afromelanichneumon merumontis \| \| \| \| \| \| Afromelanichneumon nigripalpis \| \| \| \| \| \| Afromelanichneumon ruficaudis \| \| \| \| \| \| Afromelanichneumon rufiventris \| \| \| \| \| \| Afromelanichneumon russulus \| \| \| \| \| \| Afromelanichneumon silvaemontis \| \| \| \| \| \| Afromelanichneumon surdus \| \| \| \| \| \| Afromelanichneumon transvaalensis \| \| \| \| |
|                    | \| \| Afromelanichneumon afer \| \| \| \| \| \| Afromelanichneumon capensis \| \| \| \| \| \| Afromelanichneumon capicola \| \| \| \| \| \| Afromelanichneumon castanopygus \| \| \| \| \| \| Afromelanichneumon citripes \| \| \| \| \| \| Afromelanichneumon concinnator \| \| \| \| \| \| Afromelanichneumon conspersus \| \| \| \| \| \| Afromelanichneumon gaullei \| \| \| \| \| \| Afromelanichneumon glaucopterus \| \| \| \| \| \| Afromelanichneumon holomelanus \| \| \| \| \| \| Afromelanichneumon insignis \| \| \| \| \| \| Afromelanichneumon jacoti \| \| \| \| \| \| Afromelanichneumon merumontis \| \| \| \| \| \| Afromelanichneumon nigripalpis \| \| \| \| \| \| Afromelanichneumon ruficaudis \| \| \| \| \| \| Afromelanichneumon rufiventris \| \| \| \| \| \| Afromelanichneumon russulus \| \| \| \| \| \| Afromelanichneumon silvaemontis \| \| \| \| \| \| Afromelanichneumon surdus \| \| \| \| \| \| Afromelanichneumon transvaalensis \| \| \| \| |
|                    | Afromelanichneumon afer |
|                    | |
|                    | Afromelanichneumon capensis |
|                    | |
|                    | Afromelanichneumon capicola |
|                    | |
|                    | Afromelanichneumon castanopygus |
|                    | |
|                    | Afromelanichneumon citripes |
|                    | |
|                    | Afromelanichneumon concinnator |
|                    | |
|                    | Afromelanichneumon conspersus |
|                    | |
|                    | Afromelanichneumon gaullei |
|                    | |
|                    | Afromelanichneumon glaucopterus |
|                    | |
|                    | Afromelanichneumon holomelanus |
|                    | |
|                    | Afromelanichneumon insignis |
|                    | |
|                    | Afromelanichneumon jacoti |
|                    | |
|                    | Afromelanichneumon merumontis |
|                    | |
|                    | Afromelanichneumon nigripalpis |
|                    | |
|                    | Afromelanichneumon ruficaudis |
|                    | |
|                    | Afromelanichneumon rufiventris |
|                    | |
|                    | Afromelanichneumon russulus |
|                    | |
|                    | Afromelanichneumon silvaemontis |
|                    | |
|                    | Afromelanichneumon surdus |
|                    | |
|                    | Afromelanichneumon transvaalensis |
|                    | |